# Alexander William Doniphan

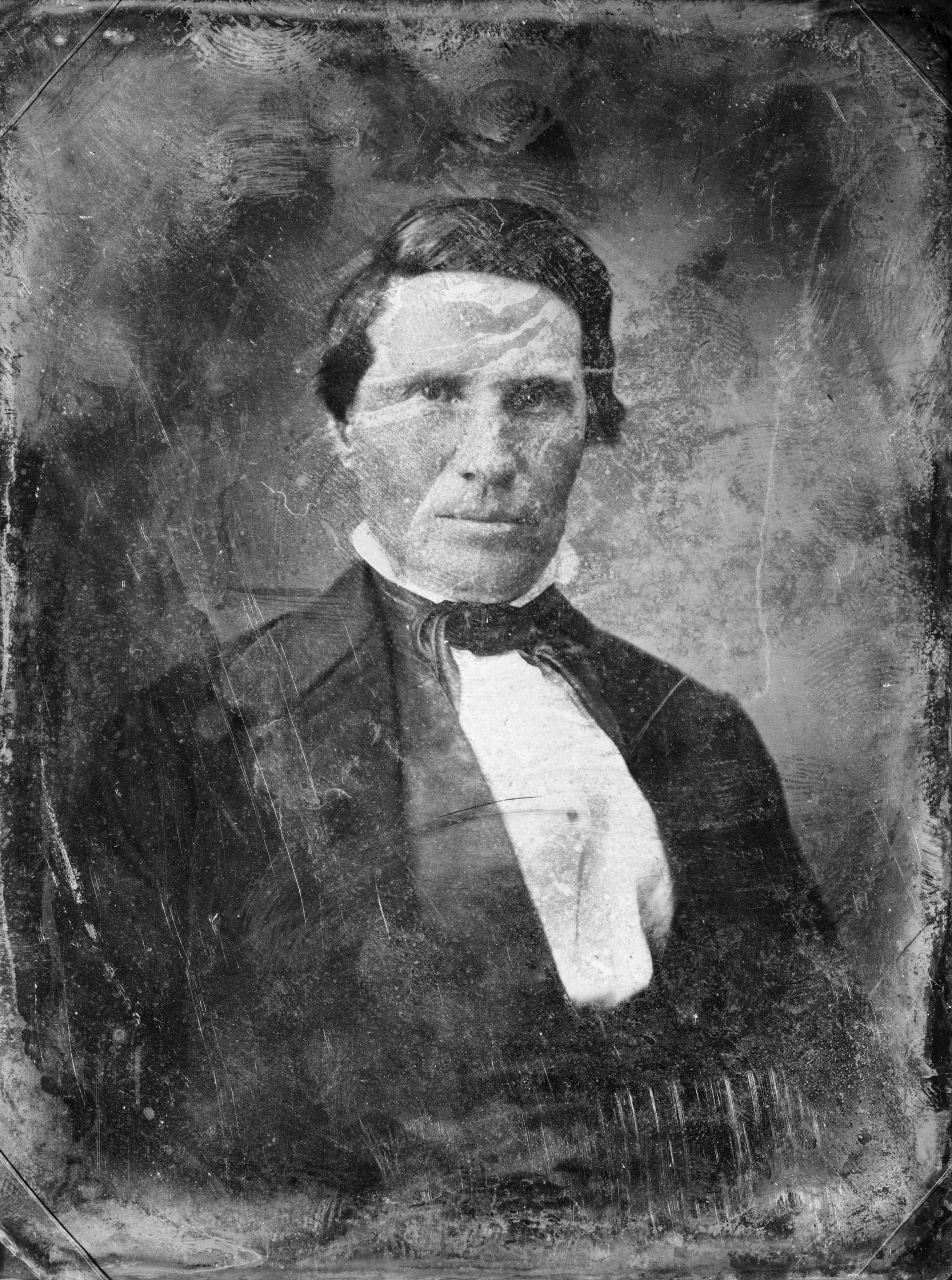
Alexander William Doniphan

Alexander William Doniphan (* 9. Juli 1808 im Mason County, Kentucky; † 8. August 1887 in Richmond, Missouri) war ein US-amerikanischer Offizier, Jurist und Politiker.

## Frühe Jahre
Doniphan besuchte bis 1824 das Augusta College. Nach einem anschließenden Jurastudium wurde er im Jahr 1830 als Rechtsanwalt zugelassen. Daraufhin begann er in Lexington in Missouri in seinem neuen Beruf zu arbeiten. Später zog er nach Liberty, ebenfalls in Missouri, um auch dort als Anwalt zu arbeiten.

## Politische und militärische Laufbahn
Doniphan gehörte der Whig Party an. In den Jahren 1836, 1840 und 1854 wurde er in das Repräsentantenhaus von Missouri gewählt. Doniphan war Mitglied der Miliz von Missouri. Bis zum Jahr 1838 hatte er es dort bis zum Brigadegeneral gebracht. In diesem Jahr erhielt er von Gouverneur Lilburn Boggs den Befehl, gegen die in Missouri ansässigen Mormonen vorzugehen. Der Befehl schloss die Hinrichtung von Joseph Smith und anderen Führern dieser Bewegung ein. Doniphan verhaftete zwar die Mormonenführer und verwies sie des Landes; den Befehl zu deren Hinrichtung hat er nicht ausgeführt.
Beim Ausbruch des Mexikanisch-Amerikanischen Kriegs stellte Doniphan eine berittene Einheit mit Soldaten aus Missouri auf, die General Stephen W. Kearny unterstellt wurden. Doniphan war an einigen Schlachten und der Einnahme von Santa Fe beteiligt. Zwischen dem 26. September und dem 14. Dezember 1846 amtierte Doniphan bis zur Ankunft von General Sterling Price als Militärgouverneur der von Mexiko eroberten Gebiete im späteren New Mexico. In dieser Zeit schloss er auch mit einer Gruppe von Diné unter Barboncito einen Friedensvertrag ab. Nach dem Ende des Krieges wurde er von General Kearny damit beauftragt, für die von Mexiko abgetretenen Gebiete neue Gesetze sowohl in englischer als auch in spanischer Sprache zu entwerfen.

## Weiterer Lebenslauf
Später kehrte Doniphan als Zivilist nach Missouri zurück. In der nationalen Frage zwischen den Nord- und Südstaaten war er, obwohl selbst Sklavenhalter, gegen die Sezession. Im Februar 1861 war er Mitglied einer Konferenz, die in letzter Minute erfolglos versuchte, den Krieg zu verhindern. Doniphan plädierte dann für die Neutralität von Missouri. Er hat sich nicht am Bürgerkrieg beteiligt. 1863 zog er nach St. Louis. Ende der 1860er Jahre wurde er wieder Anwalt in Richmond. Dort ist er im Jahr 1887 verstorben. Alexander Doniphan war mit Elizabeth Jane Thornton verheiratet, mit der er zwei Söhne hatte, die aber beide früh starben.